# Харск
Харск — исчезнувшая деревня в Молчановском районе Томской области России. На момент упразднения входила в состав Золотушинского сельсовета. Упразднена в 1980-е г.

## География
Располагалась на левом берегу реки Хар, в 20 км (по прямой) к западу от села Суйга.

## История
Деревня была основана в 1914 г. В 1926 году деревня Хар состояла из 16 хозяйств, основное население — русские. В административном отношении входила в состав Смолокуровского сельсовета Молчановского района Томского округа Сибирского края.
В 1941 году в деревне организовано подсобное хозяйство Молчановского ЛПХ.
Исключена из учётных данных в 1980-е годы.

## Население
| 1926 | 1939 | 1952 | 1959 | 1970 | 1977 | 1979 |
| ---- | ---- | ---- | ---- | ---- | ---- | ---- |
| 84   | ↘77  | ↗249 | ↘190 | ↘16  | ↘4   | ↘1   |

Согласно переписи 1926 года основным населением деревни были русские.

## Достопримечательности
В Харске находится могила ссыльных католических монахинь Олимпии Биды и Лаврентии Герасимовой, причисленных в 2001 году к лику святых. Ежегодно к могиле проводится паломничество.